# Арон Пол
Арон Пол (енгл. Aaron Paul; 27. август 1979) је амерички глумац, познат по улози Џесија Пинкмана у серији Чиста хемија. Ова улога донела му је два Емија за најбољег споредног глумца у драмској серији, чиме је постао пети глумац који је ову награду освојио два пута. Такође је једини троструки добитник Награде Сатурн за најбољег споредног телевизијског глумца, а 2014. био је номинован и за награду Златни глобус.
Веће филмске улоге остварио је у комедији Разбијени од алкохола, драми Хелион и адаптацији популарне видео игре Жеља за брзином. 2014. године, појавио се у филму Егзодус: Богови и краљеви уз Кристијана Бејла и Сигорни Вивер.

## Филмографија
| Филмови             |                              |               |                    | |
| Година              | Српски назив                 | Изворни назив | Улога              | Напомене |
| 2001                | Кеј пакс                     |               | Мајкл Пауел        | |
| 2006                | Немогућа мисија 3            |               | Рик Мид            | |
| 2009                | Последња кућа са леве стране |               | Франсис            | |
| 2014                | Егзодус: Богови и краљеви    |               | Исус Навин         | |
| 2018                | Добро дошли кући             |               | Брајан Палмер      | |
| 2019                | Ел Камино: Чиста хемија филм |               | Џеси Пинкман       | такође продуцент |
| Телевизијске серије |                              |               |                    | |
| 1999                | Беверли Хилс, 90210          |               | Чед                | епизода Fortune Cookie |
| 1999                | Мелроуз Плејс                |               | дечко из братства  | епизода The Daughterboy |
| 2001                | Досије икс                   |               | Дејвид Винкл       | епизода Lord of the Flies |
| 2002                | Место злочина: Лас Вегас     |               | Питер Хачинс Млађи | епизода Felonious Monk |
| 2003                | Ургентни центар              |               | Даг                | епизода A Saint in the City |
| 2003                | Истражитељи из Мајамија      |               | Бен Гордон         | епизода Grave Young Men |
| 2005                | Злочиначки умови             |               | Мајкл Зизо         | епизода The Popular Kids |
| 2006                | Боунс                        |               | Стју Елис          | епизода The Superhero in the Alley |
| 2006                | Шапат духова                 |               | Линк               | епизода Fury |
| 2008–2013           | Чиста хемија                 |               | Џеси Пинкман       | 62 епизоде Награда Еми за најбољег споредног глумца у драмској серији (2010, 2012) номинација - Награда Еми за најбољег споредног глумца у драмској серији (2009, 2013, 2014) номинација - Златни глобус за најбољег споредног глумца у серији, мини-серији или ТВ филму (2014) |
| 2013                | Симпсонови                   |               | Џеси Пинкман       | епизода What Animated Women Want |
| 2017                | Црно огледало                |               | Гејмер 691         | епизода USS Callister |
| 2022                | Боље позовите Сола           |               | Џеси Пинкман       | 2 епизоде |